# Variations sur le même t'aime
Variations sur le même t'aime è il secondo album in studio della cantante e attrice francese Vanessa Paradis, pubblicato nel 1990.

## Il disco
Il disco è stato prodotto dallo stesso team che ha prodotto l'album d'esordio M&J (1988). 
L'album è stato interamente composto da Franck Langolff, mentre i testi sono stati scritti da Serge Gainsbourg, eccezion fatta per la cover di Lou Reed Walk on the Wild Side, che chiude il disco.
Il primo singolo estratto è stato Tandem (maggio 1990), seguito da Dis-lui toi que je t'aime (novembre 1990) e L'Amour en soi (1991).

## Tracce
Tutte le tracce sono scritte da Serge Gainsbourg e composte da Franck Langolff, tranne dove indicato.
1. L'Amour à deux - 4:55
2. Dis-lui toi que je t'aime - 3:58
3. L'Amour en soi - 5:07
4. La Vague à lames - 3:15
5. Ophélie - 4:01
6. Flagrant délire - 3:45
7. Tandem - 3:30
8. Au charme non plus - 3:50
9. Variations sur le même t'aime - 3:59
10. Amour jamais - 4:17
11. Ardoise 4:00
12. Walk on the Wild Side (Lou Reed) - 4:28

## Classifiche
| Classifica (1990) | Posizione raggiunta |
| ----------------- | ------------------- |
| Francia           | 6                   |